# Marginal Tietê

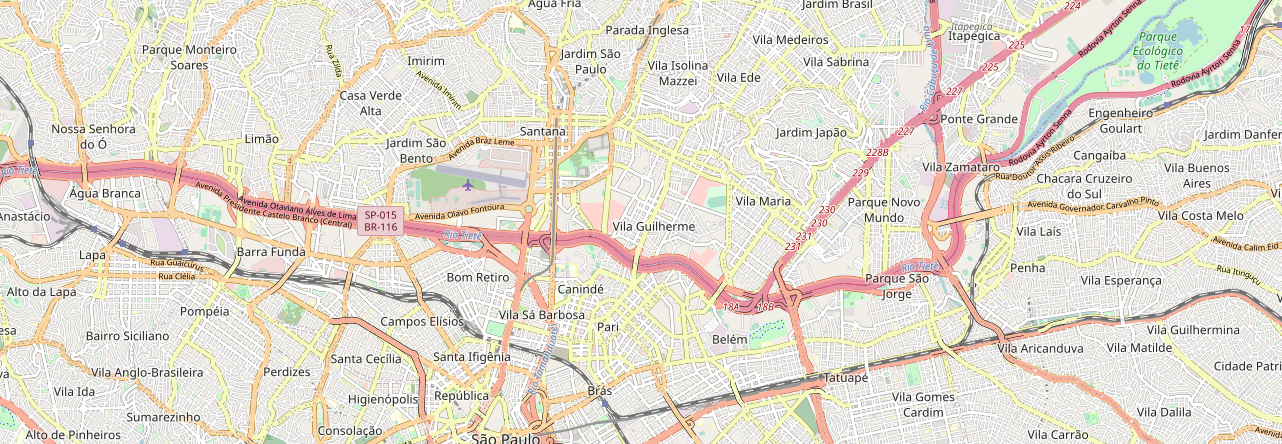
Karte der Marginal Tietê

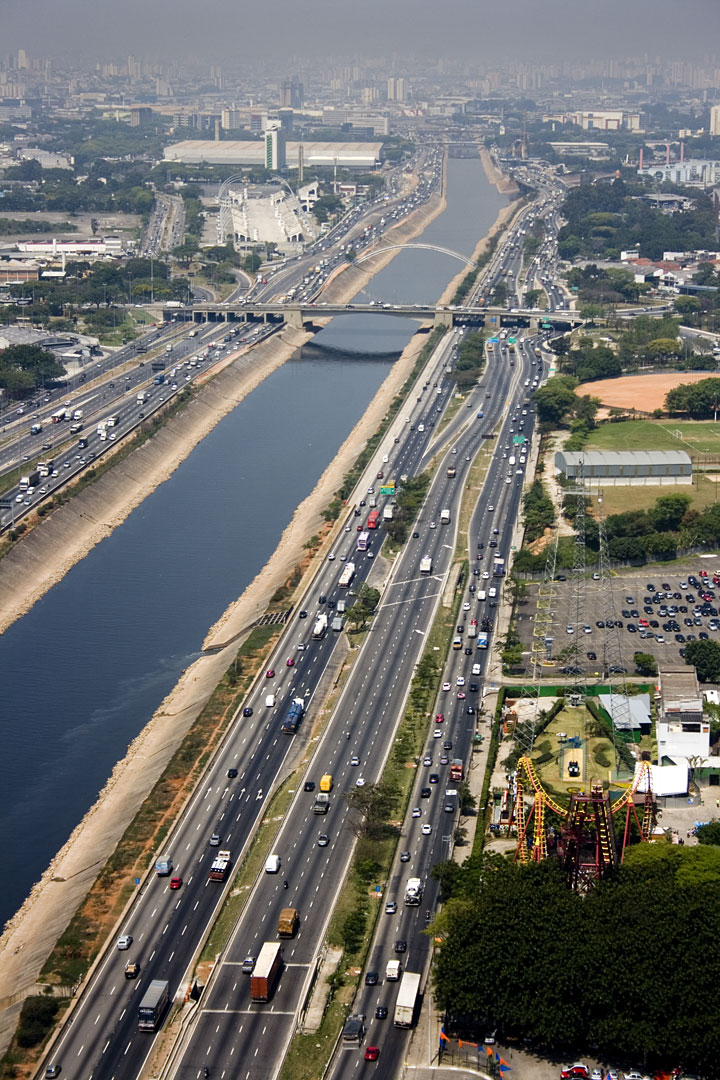
Marginal Tietê am 1. Oktober 2010

Marginal Tietê – offiziell SP-15 oder auch Via Professor Simão Faiguenboim –  ist eine Stadtautobahn im brasilianischen São Paulo.
Sie verläuft an beiden Ufern des Rio Tietê und ist die wichtigste und am stärksten befahrene Autobahn der Stadt.
Die Marginal Tietê wurde 1957 eingeweiht. Wegen des hohen Verkehrsaufkommens verkündete der Gouverneur von São Paulo, José Serra, Anfang Juni 2009 den Beginn einer länger dauernden Erweiterung. Am 27. Juli 2011 konnte sein Nachfolger Geraldo Alckmin eine neue den Fluss überspannende Brücke einweihen. Auf der Marginal Tietê besteht ein Tempolimit von 70 km/h.